# Medio rango
El medio rango o rango medio de un conjunto de valores numéricos {\displaystyle X=\{x_{1},\dots ,x_{n}\}} es la media del menor y mayor valor, o la mitad del camino entre el dato de menor valor y el dato de mayor.

{\displaystyle \mathrm {RangoMedio} (X)={\frac {\min(X)+\max(X)}{2}}}

## Ejemplo
Para una muestra de valores (3, 3, 5, 6, 8), el dato de menor valor Min= 3 y el dato de mayor valor Max= 8. El medio rango resolviéndolo mediante la correspondiente fórmula sería:

{\displaystyle \mathrm {RangoMedio} (3,3,5,6,8)={\frac {\ (3+8)}{2}}=5,5}

Representación del medio rango: